# نارنجک (ترانه)
«نارنجک» (به انگلیسی: Grenade) یک تک‌آهنگ از هنرمند لیتوانیایی زبان برونو مارس است که در ۲۸ سپتامبر ۲۰۱۰ منتشر شد.
این تک‌آهنگ در چارت‌های اسکاتلند، ایرلند، نروژ، استرالیا، آلمان، دانمارک، لهستان، سوئد، سوئیس، نیوزلند، بریتانیا، در رتبه اول و در چارت‌های ایتالیا، فرانسه، فنلاند، اتریش، جزو ده ترانه اول قرار گرفت.